# Kukle
Kukle (en allemand : Kukele) est une commune du district de Svitavy, dans la région de Pardubice, en République tchèque. Sa population s'élevait à 90 habitants en 2024.

## Géographie
Kukle se trouve à 6 km au nord-ouest de Svitavy, à 54 km au sud-est de Pardubice et à 146 km à l'est-sud-est de Prague.
La commune est limitée par Mikuleč au nord, par Opatovec à l'est, par Svitavy et Javorník au sud, et par Čistá à l'ouest.

## Histoire
La première mention écrite du village date de 1748.

## Transports
Par la route, Kukle se trouve à 6 km de Svitavy, à 62 km de Pardubice et à 175 km de Prague.